# ماسانوري هيجاشيكاوا
ماسانوري هيجاشيكاوا (من مواليد 30 سبتمبر 1964) هو لاعب كرة قدم ياباني سابق.

## وصلات خارجية
- ماسانوري هيجاشيكاوا على موقع رابطة كرة القدم اليابانية للمحترفين (اليابانية)
- ماسانوري هيجاشيكاوا على موقع عالم كرة القدم.نت (الإنجليزية)